# Ван Аккер, Эви
Эви ван Аккер (иногда Акер, нидерл. Evi Van Acker; род. 23 сентября 1985, Гент, Фламандский регион) — бельгийская яхтсменка, бронзовый призёр летних Олимпийских игр 2008 года, четырёхкратный призёр чемпионатов мира, трёхкратная чемпионка Европы.

## Биография
Эви ван Аккер родилась 23 сентября 1985 года в бельгийском городе Гент. С 6 лет она начала заниматься парусным спортом. Свою первую победу Аккер одержала в 2008 году в классе «Оптимист». В дальнейшем Эви начала выступать в олимпийском классе «Европа». Не добившись особых успехов в этом классе ван Аккер в 2005 году перешла в класс «Лазер Радиал», который заменил «Европу» в программе Олимпийских игр. Первую победу бельгийская яхтсменка одержала в апреле 2006 года на регате «Принцесса София». В июне того же года ван Аккер стала чемпионкой Европы, а спустя год защитила свой титул. 7 февраля 2007 года ван Аккер впервые возглавила мировой рейтинг.
На летних Олимпийских играх ван Аккер дебютировала в 2008 году. Уже в первой гонке бельгийская яхтсменка смогла прийти к финишу первой, однако неудачные результаты в последующих гонках отбросили её за черту призёров. По итогам всех соревновательных дней Эви заняла 8-е место. На протяжении нескольких следующих лет ван Аккер стабильно попадала в десятку сильнейших на крупнейших международных регатах, но при этом ей ни разу не удалось стать победительницей. В 2011 году на комплексном чемпионате мира в Перте ван Аккер был близка к победе, но проиграла 4 балла голландке Марит Бауместер.
Олимпийские игры 2012 года в Лондоне начались для ван Аккер невероятно успешно. Уже после второй гонки бельгийка вышла на второе место в общем зачёте, а после шестой возглавила турнирную таблицу. По итогам 10 гонок борьба за первое место была очень плотной. Эви ван Акер, делившая с ирландкой Аннализ Мёрфи третье место, отставала от дуэта лидеров соревнований всего на 1 очко. Судьба призовых мест решалась в медальной гонке. Чтобы завоевать хотя бы бронзовую медаль бельгийке достаточно было обогнать одну из трёх конкуренток, поскольку в медальной гонке заработанные очки удваивались. На финиш гонки Мёрфи пришла 3-й из 10 стартовавших участниц, однако на китаянка Сюй Лицзя и Марит Бауместер пришли к финишу раньше, в результате чего Эви завоевала бронзовую награду. По итогам 2012 года ван Аккер была признана спортсменкой года в Бельгии.
На чемпионате мира 2014 года в Сантандере ван Аккер вновь уступила Бауместер, став бронзовым призёром соревнований. Также этот результат позволил завоевать олимпийскую лицензию. В ноябре 2014 года бельгийка одержала победу в финале Кубка мира, проходившем в Абу-Даби. Спустя год ван Аккер завоевала свою третью награду на мировых первенствах, завоевав бронзовую медаль на чемпионате в оманском городе Эль-Муссанах. На Олимпийских Играх 2016 года в Рио-де-Жанейро ван Аккер лишь в одной гонке смогла прийти к финишу первой, но стабильно высокие результаты, показанные в других гонках позволили бельгийке до последнего бороться за победу. Удачное выступление в медальной гонки могло позволить Эви попасть в число призёров, но на финише бельгийка была лишь шестой, в результате чего в итоговой таблице она заняла обидное 4-е место. По словам её тренера одной из главных причин неудачи стала кишечная инфекция, которую ван Аккер подхватила незадолго до начала Игр из-за грязной воды в акватории залива Гуанабара. В июне 2017 года ван Аккер вновь стала первой в финале Кубка мира, благодаря чему в очередной раз возглавила мировой рейтинг. В августе 2017 года стала второй на чемпионате мира, после чего завершила спортивную карьеру.

## Личная жизнь
- Имеет магистерскую степень в биоинженерии и степень бакалавра в химии.